# Waldbillig
Waldbillig är en kommun och en liten stad i östra Luxemburg.   Den ligger i kantonen Echternach och distriktet Grevenmacher, i den centrala delen av landet, 23 kilometer nordost om huvudstaden Luxemburg. Antalet invånare är 1 477. Arean är 23,3 kvadratkilometer.
Terrängen i Waldbillig är platt.

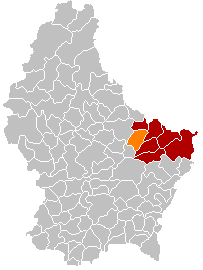
Waldbillig markerad med orange i karta över Luxemburg

I omgivningarna runt Waldbillig växer i huvudsak blandskog. Runt Waldbillig är det ganska tätbefolkat, med 60 invånare per kvadratkilometer.